# Brassica fruticulosa
Brassica fruticulosa là một loài thực vật có hoa trong họ Cải. Loài này được Cirillo mô tả khoa học đầu tiên năm 1792.